# 司馬喆
司馬喆（?—?），字景林，西晋宗室，司马懿曾孙，琅邪武王司马伷之孙，武陵庄王司马澹之子。
司马澹在永嘉之乱的时候没于石勒乱兵，司马喆袭封武陵王（治所在今湖南省常德市）。司馬喆官至散骑常侍，后来也被石勒所害，谥号哀。司馬喆没有儿子，太兴元年（318年），晋元帝立皇子司马晞为武陵王，以奉司马澹的祭祀。
| 前任： 司馬澹 | 晋朝武陵王 311年 | 繼任： 司馬晞 |